# Hervé Koubi
Pour les articles homonymes, voir Koubi (homonymie).
Hervé Koubi  est  un chorégraphe français.

## Biographie
Après une formation en danse, à Cannes, puis à l'Opéra de Marseille menée parallèlement à ses études de pharmacie à la faculté d'Aix-Marseille (il obtient son diplôme de docteur en pharmacie/pharmacien biologiste, en 2002), il intègre le CCN de Nantes, puis travaille avec Karine Saporta au CCN de Caen.
Il crée ensuite sa compagnie, qu'il installe en Corrèze, à Brive.
En juillet 2015, il a été fait chevalier de l'ordre des Arts et des Lettres.

## Chorégraphies
- 2001 : Le Golem
- 2002 : Ménagerie
- 2007 : Moon Dogs
- 2008 : Coppélia, une fiancée aux yeux d’émail...
- 2008 : Les Suprêmes
- 2008 : Bref séjour chez les vivants
- 2010 : El Din
- 2013 : Ce que le jour doit à la nuit
- 2014 : Le rêve de Léa
- 2014 : Des hommes qui dansent
- 2015 : Les nuits barbares ou les premiers matins du monde
- 2018 : Boys don't cry
- 2020 : Odyssey
- 2021 : Matière[3]
- 2023 : Sol invictus